# Nekrotronic
Pour plus de détails, voir Fiche technique et Distribution.
Nekrotronic est un film de science-fiction australien coécrit et réalisé par Kiah Roache-Turner, sorti en 2018.

## Synopsis
Dans un futur où règne une technologie supérieure, des démons envahissent le monde via Internet et possèdent la population en se servant d'une application populaire pour smartphone, ce qui les transforme en zombies. Un jeune homme, Howard, est sauvé par des chasseurs d'esprits maléfiques, les Nekromancer, qui sont les seuls capables de vaincre ces entités démoniaques. Ces derniers leur apprennent qu'il est l’Élu, le dernier descendant d'une famille ancestrale aux pouvoirs supérieurs dont il a hérités. Alors qu'il doit apprendre à les contrôler, les Nekromancer déclarent la guerre aux démons, dirigés par la diabolique Finnegan, une dévoreuse d'âmes... qui n'est autre que la mère d'Howard.

## Fiche technique
- Titre original et français : Nekrotronic
- Réalisation : Kiah Roache-Turner
- Scénario : Kiah et Tristan Roache-Turner
- Montage : Christine Cheung
- Musique : Michael Lira
- Photographie : Tim Nagle
- Production : Tristan Roache-Turner, Andrew Mason et Troy Lum
- Sociétés de production : Guerilla Films et Hopscotch Features
- Sociétés de distribution : Entertainment One Features et Screen Australia
- Pays d'origine :  Australie
- Langue originale : anglais
- Format : couleur
- Genre : Horreur, science-fiction
- Durée : 109 minutes
- Dates de sortie  :
  - Canada : 8 septembre 2018 (Festival international du film de Toronto)
  - Australie : 6 septembre 2019
  - France : 4 janvier 2020 (DVD)

## Distribution
- Ben O'Toole (VF : Alexandre Crépet) : Howard North
- Monica Bellucci (VF : elle-même) : Finnegan
- Caroline Ford (VF : Cathy Boquet) : Molly
- Tess Haubrich (VF : Élisabeth Guinand) : Torquel
- Epine Bob Savea (VF : Nicolas Matthys) : Rangi
- David Wenham (VF : Jean-Michel Vovk) : Luther
- Berynn Schwerdt (VF : Robert Guilmard) : oncle Dave
- Jay Gallagher (VF : Jean-François Rossion) : le frère d'Howard
- Felix Williamson : Ginsberg
- Goran D. Kleut : Lurch